# Leptictidium listeri
Leptictidium listeri es una especie extinta de mamífero euterio del género Leptictidium.
Leptictidium listeri se distingue de otras especies del género Leptictidium por tener un tamaño corporal intermedio y características dentales que indican una dieta más generalista, probablemente omnívora.
La especie fue descrita por J. J. Hooker en 2013, y es reconocida por la Paleobiology Database y GBIF como válida.

## Etimología
El epíteto específico listeri fue asignado en honor al paleontólogo británico Adrian Lister, quien ha realizado importantes contribuciones al estudio de los mamíferos fósiles del Eoceno, incluyendo la co-descripción de Leptictidium nasutum. Aunque la dedicatoria no fue explícitamente detallada en la publicación original de Hooker (2013), se considera ampliamente aceptado que el nombre reconoce su trabajo en el campo.

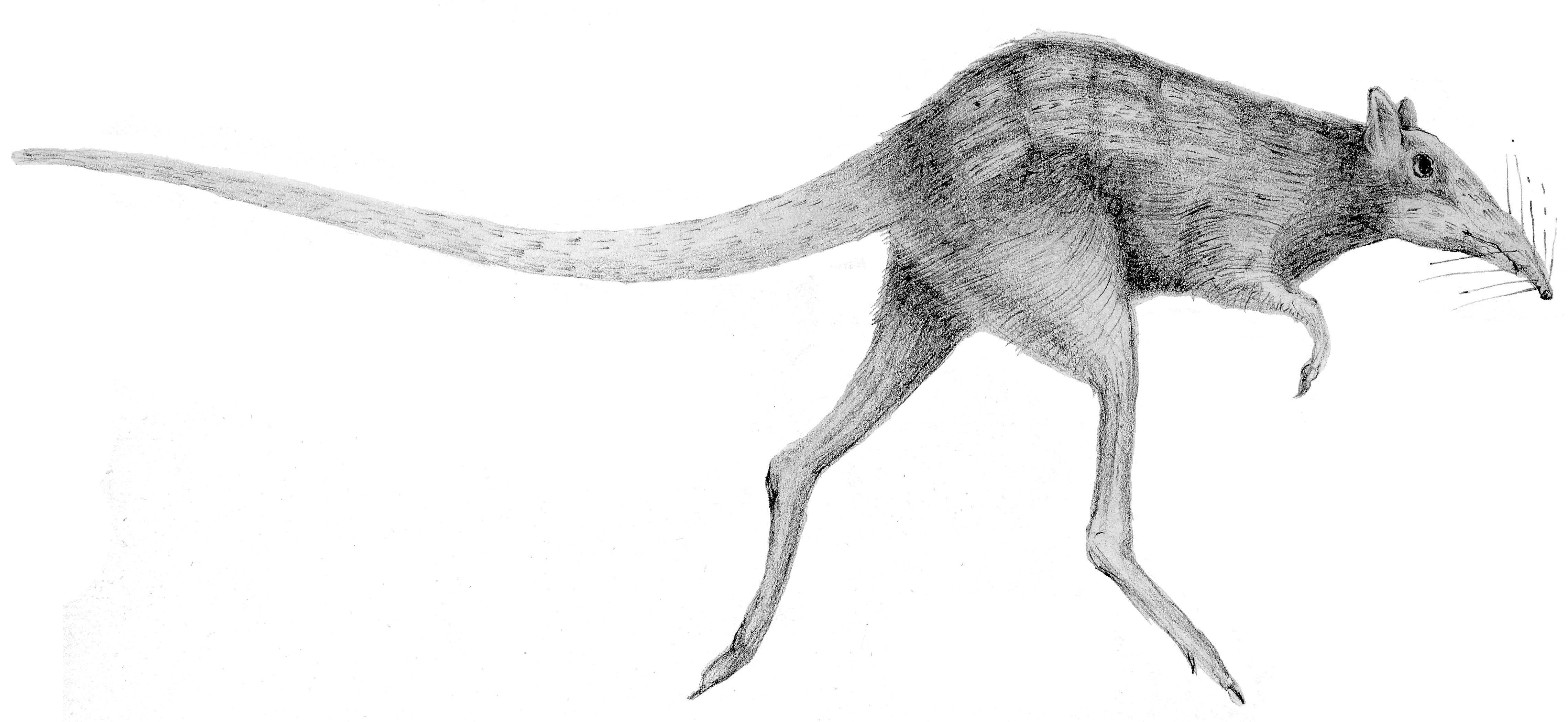
Un Leptictidium nasutum, especie co-descrita de Lister.